# Townesoma
Townesoma is een geslacht van vliesvleugeligen uit de familie van de Eurytomidae. De wetenschappelijke naam van dit geslacht werd voor het eerst geldig gepubliceerd in 1994 door T. C. Narendran.

## Soorten
Het geslacht Townesoma is monotypisch en omvat slechts de volgende soort:
- Townesoma taiwanicus Narendran, 1994